# Інгода (зупинний пункт)
Інгода (рос. Ингода) — пасажирський зупинний пункт Читинського регіону Забайкальської залізниці Росії, розташована на дільниці Заудинський — Каримська між станціями Лісна (відстань — 17 км) і Домна (7 км). Відстань до ст. Заудинський — 507 км, до ст. Каримська — 138 км. До 2023 року — станція.